# هاري هيديجارد
هاري هيديجارد (7 نوفمبر 1894 – 17 يوليو 1913) هو سبّاح دنماركي راحل، مثّل بلاده في الألعاب الأولمبية الصيفية 1912.

## روابط خارجية
هاري هيديجارد على موقع أوليمبيديا (الإنجليزية)